# Stazione di Eichwalde
La stazione di Eichwalde si trova nella comunità di Eichwalde nel circondario di Dahme-Spreewald, a sud-est di Berlino ed è servita dalle linee S46 e S8 della S-Bahn di Berlino.
La stazione si trova a circa 750 metri a ovest del centro di Eichwalde. I confine con la città di Berlino sono a circa 500 metri di distanza. Le strade adiacenti sono Heinrich Heine Allee e August Bebel Allee. La stazione più vicina a sud è la stazione di Zeuthen, a circa tre chilometri, e a nord la Stazione di Berlino-Grünau, che dista circa cinque chilometri. La stazione si trova nella zona tariffaria C della Verkehrsverbundes Berlin-Brandenburg.

## Storia
La stazione venne aperta il 1º giugno 1874, come "Schmöckwitz (Bude 18)". Aveva due marciapiedi e si trovava a circa 150 metri a nord dell'attuale punto operativo. Il 1º luglio 1898, le piattaforme furono spostate nella posizione corrente e la stazione venne denominata "Eichwalde-Schmöckwitz".